# Ahmed Skiredj
Abū Al-‘Abbas Aḥmad ibn al-‘Iyyāshī Sukayrij (1878-1944), connu sous le nom d'Ahmed Skiredj, est un érudit, poète et juge marocain. Il est principalement célèbre pour son œuvre volumineuse sur les compagnons de Sīdī Aḥmad Al-Tijānī, intitulée Kashf al-Hijab, ‘amman talāqā ma‘a al-Shaykh Al-Tijani min al-Aṣ‘ḥāb (La Levée du Voile sur ceux qui ont rencontré le Cheikh Tijani parmi les compagnons), qui est une référence importante dans la ṭarīqah Tijānīyyah.
Ahmed Skiredj a exercé la fonction de juge selon l'école juridique malikite au Maroc, et il est considéré, aux côtés d'Ibrahim Niasse, comme l'un des principaux cheikhs contemporains de la confrérie Tijānīyyah. Au cours de sa vie, il a écrit 204 ouvrages, dont un Nazm (poème) de 20 000 vers sur les Khaṣā'is al-Kubrā de l'imam Al-Suyuti, un Nazm de 500 vers sur la Qasidah Burdah d'Al-Busiri, et une adaptation en vers du célèbre ouvrage Ash-Shifa de Qadi Iyad. Ahmed Skiredj a également reçu plus de 600 ijazas (permissions) de différents savants et maîtres spirituels. Peu avant sa mort, il aurait eu une vision du Qadi Iyad et a demandé à être enterré à ses côtés, souhait qui fut exaucé à sa mort en 1944.

## Fonctions et métiers
- Professeur à l'Université Al Quaraouiyine de Fès à partir de 1902[2],
- Surintendant des immobiliers du Ministère des Habous à Fès de 1914 à 1918,
- Représentant du Maroc à la cérémonie d'indépendance du Royaume du Hedjaz en 1916,
- Grand juge de la ville d'Oujda et de ses environs de 1919 à 1922,
- Deuxième membre de la Cour suprême du Trône Chérifien à Rabat de 1922 à 1924,

- Grand juge de la ville d'El Jadida et de ses environs de 1924 à 1928,
- Désigné comme représentant du Maroc à l'inauguration de la Grande Mosquée de Paris en 1926,Dessin de Ahmed Skiredj réalisé par Noël Dorville en 1926.

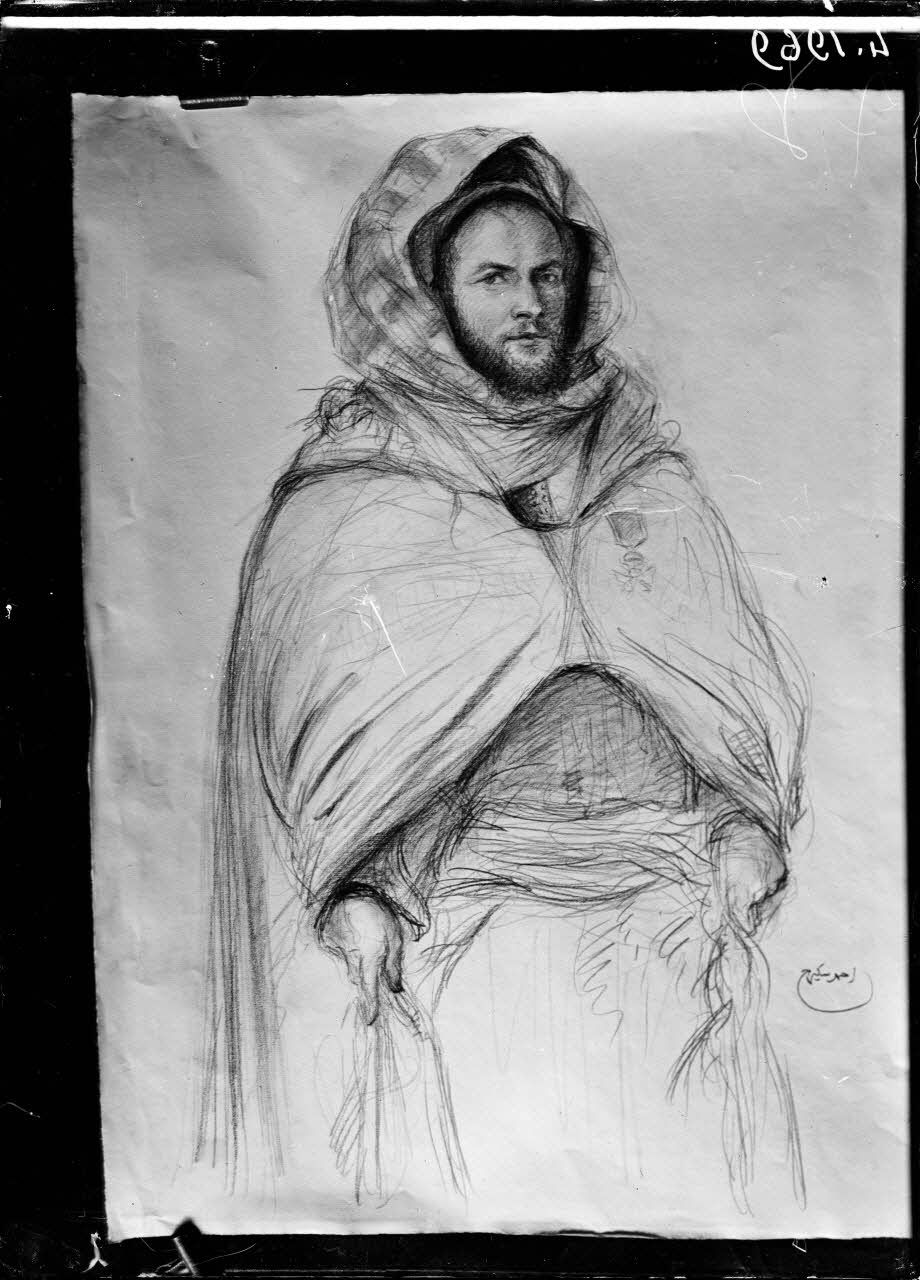
Dessin de Ahmed Skiredj réalisé par Noël Dorville en 1926.

- Grand juge de la ville de Settat et de ses environs de 1928 à 1944.

## Principaux ouvrages
Ahmed Skiredj est l'auteur d'un grand nombre d'ouvrages, qui comptent parmi les sources les plus précieuses de la Tijānīyyah. Ses écrits couvrent divers aspects de la jurisprudence islamique, de la théologie et de la vie spirituelle. Parmi ses ouvrages disponibles en français les plus célèbres, on peut citer :
- La Levée du Voile sur ceux qui ont rencontré le Cheikh Tijani parmi les Compagnons,
- Le Secret Épanouissant,
- La Lumière de la Lampe,
- Les Afflux Gnostiques,
- Les Clés du Bonheur,
- L'Épanouissement.